# Íhor Kolomoiski
Íhor Valériyovich Kolomoiski (en ucraniano: Ігор Вале́рійович Коломо́йський; Dnipró, RSS de Ucrania, 13 de febrero de 1963) es un empresario y político ucraniano-israelí-chipriota. Hasta 2020, ocupa el octavo lugar en el ranking de las personas más ricas de Ucrania según la revista Forbes.
Es el fundador de PrivatBank, y propietario del FC Dnipró. Algunos de sus campos de actividad son las ferroaleaciones, las finanzas, los productos petrolíferos y los medios de comunicación. Controla el canal de televisión 1+1.

## Vida personal

### Primeros años y educación
Nació el 13 de febrero de 1963 en la ciudad de Dnipró (RSS de Ucrania, Unión Soviética), hijo de los ingenieros judíos Valery Grigorievich y Zoya Izrailevna. Su padre trabajaba en una planta metalúrgica y su madre en el Instituto Promstroyproekt.
De niño, estudió en la 21.ª escuela, siendo uno de los mejores estudiantes. Ingresó en 1980 a la Academia Nacional Metalúrgica de Ucrania, de donde se graduó como ingeniero en 1985.
Al terminar la universidad, trabajó en la cooperativa Fianit.

### Familia
Su padre, Valeri Grigoriévich, trabajó en una planta metalúrgica. Su madre, Zoya Izrailevna, trabajó en el Instituto Promstroyproekt y falleció el 4 de agosto de 2020 a los 80 años. Ambos progenitores eran judíos e ingenieros.
Kolomoiski se casó a los 20 años con Irina. La pareja tiene dos hijos, Gregory y Angélica. Su familia reside en Ginebra (Suiza).

### Nacionalidad
Kolomoiski cuenta con ciudadanía triple: ucraniana, israelí y chipriota, a pesar de la ley que penaliza la doble ciudadanía en Ucrania. A modo de argumentación, Kolomoiski afirmó que «la constitución establece que la doble ciudadanía está prohibida, pero no la triple».

## Carrera en los negocios
Después del colapso de la Unión Soviética, fundó su propia cooperativa llamada "Sentosa" en honor a la isla del mismo nombre en Singapur, junto a sus socios Gennady Bogolyubov y Aleksey Martynov. Sentosa se enfocó a la reventa de bienes de consumo, como los equipos de oficina, las ferroaleaciones, los artículos para el hogar y aceite.
En 1992, Kolomoiski fundó PrivatBank junto a Bogolyubov. Cuatro empresas: Vist Ltd., Sentosa Ltd., Som Ltd. y Privat Intertrading CJSC se unieron para establecer el banco. La persona detrás de la idea fue Serhiy Tihipko, quien fue el primer director ejecutivo del banco hasta 1997, cuando fue nombrado vice primer ministro. Supuestamente, Kolomoiski y sus socios fueron patrocinados por Pavlo Lazarenko.
Grupo Privat se formó alrededor de PrivatBank. A mediados de la década de 1990, Privat ingresó en el negocio de las ferroaleaciones junto a Kostiantyn Hryhoryshyn, adquiriendo más del 50 % de las plantas de enriquecimiento de minerales de Ordzhonikidze y Márhanets. La mayoría de activos de Privat se encuentran en el sector del petróleo y gas, al igual que las ferroaleaciones.
Gradualmente, Kolomoiski adquirió otras empresas como Ukrnafta y Aerosvit Airlines. Él y sus socios tienen un tercio de las acciones de JKX Oil & Gas y el 42% de las acciones de Ukrnafta. Kolomoiski controla varias entidades en el sector de la refinación del petróleo, como la refinería Kremenchuk, la cual proporciona el 50% de la gasolina en el mercado de combustibles de Ucrania. En las ferroaleaciones, Privat posee toda la cadena de producción, desde la extracción de los minerales hasta la producción de las aleaciones. Kolomoiski controla uno de los conglomerados de medios más grandes de Ucrania, 1+1 Media, que incluye los canales de televisión 1+1, 2+2, TET, PlusPlus, Ukraine Today, los sitios web TSN.ua, Glavred, Telekritika y la agencia de noticias UNIAN. En diciembre de 2021, abandonó el consejo de supervisión del canal 1+1, luego de lo cual el canal inició el proceso de renovación de licencia.
En diciembre de 2016, PrivatBank fue nacionalizado por el gobierno ucraniano para evitar un colapso financiero. El banco tenía un déficit de capital de alrededor de $ 5 650 millones de dólares, causado por su política crediticia imprudente. Alrededor del 97% de los préstamos corporativos del banco se habían destinado a empresas vinculadas a sus accionistas. En abril de 2019, un tribunal ucraniano dictaminó que la nacionalización de PrivatBank era ilegal. El banco central de Ucrania dijo que no sería posible revertir la nacionalización y que apelaría la decisión.
En abril de 2019, se reportó que el FBI estaba investigando a Kolomoiski por presuntos delitos financieros. Posteriormente, en mayo de 2020, un jurado federal estadounidense comenzó a investigar a Kolomoiski por un caso de blanqueo de capitales en los Estados Unidos. El 5 de marzo de 2021, el Departamento de Estado de los Estados Unidos impuso sanciones en contra de Kolomoiski por su participación en actos de corrupción. Las sanciones, anunciadas por el secretario de Estado Antony Blinken, incluyen la prohibición de entrada a Estados Unidos a Kolomoiski y miembros de su familia cercana.

## Trayectoria política

### Lucha contra el separatismo
El 22 de febrero de 2014, mencionó que el separatismo no pasaría en la región de Dnipropetrovsk, así como en las regiones del sureste de Ucrania. Calificó la apertura del "Frente Ucraniano" por parte de Hennadiy Kernes como un malentendido. Instó a los políticos a ver la situación con seriedad y a formar su posición teniendo en cuenta la Constitución de Ucrania.
El 22 de abril de 2014, el subjefe del Estado Mayor de Defensa Nacional de la región de Dnipropetrovsk, Mikhail Lysenko, informó de que Kolomoiski pagó un total de 80 000 dólares por el arresto de 8 saboteadores rusos.
El 3 de junio de 2014, anunció una recompensa de 500 000 dólares por la entrega de Oleg Tsariov, líder de los separatistas, a las fuerzas del orden de Ucrania.
El 8 de julio de 2014, propuso confiscar las propiedades de los oligarcas que patrocinaban el separatismo y luego transferirlas a una sociedad anónima, donde los accionistas serían los participantes de la operación antiterrorista en el este de Ucrania (ATO) y familiares de las víctimas.

### Gobernador de la óblast de Dnipropetrovsk
El 2 de marzo de 2014, en el marco de las protestas prorrusas en Ucrania, el presidente interino Oleksandr Turchínov nombró a Kolomoiski como gobernador del Óblast de Dnipropetrovsk, en reemplazo de Dmitry Kolesnikov. Posteriormente, Kolomoiski propuso encomendar la gestión de las regiones al sureste del país a una serie de oligarcas para combatir el separatismo: Rinat Ajmétov en Donetsk, Victor Pinchuk en Zaporiyia, Serguéi Taruta en Lugansk y Vadym Novynskyi en Crimea.
En junio de 2014, propuso instalar un muro en forma de rejilla de dos metros con alambre de púas en la frontera con Rusia.
El 21 de junio de 2014, Kolomoiski apeló al gobierno de Ucrania con una propuesta para transferir tres distritos de la región de Donetsk a la jurisdicción de la Administración Estatal Regional de Dnipropetrovsk: Oleksandrivka, Velyka Novosilka y Pokrovsk. Gennady Korban, vicegobernador de Dnipropetrovsk, señaló que se trata de una medida temporal necesaria para restablecer la vida normal en el terreno después del cese de hostilidades.
Se cree que Kolomoiski gastó más de 10 000 000 dólares en la creación del batallón Dnipro, financió los batallones de voluntarios Azov, Donbás, Dnepr 1 y Dnepr 2. Apoyó públicamente al batallón Aidar.
El 19 de marzo de 2015, la Rada Suprema aprobó una reforma a la ley "sobre sociedades anónimas", con la cual se redujo el cuórum requerido para la celebración de juntas generales de accionistas del 60% al 50% más una acción. La legislación imposibilitaba que Privat, dueño de un 42% de las acciones de Ukrnafta, bloqueara las reuniones. El mismo día, el consejo de supervisión destituyó al presidente del consejo de "UkrTransNafta" Oleksandr Lazorko y escogió a Yuriy Miroshnik. El 20 de marzo, Kolomoiski irrumpió en la sede de UkrTransNafta con hombre armados.
El 24 de marzo de 2015, el presidente Petró Poroshenko firmó un decreto despidiendo a Kolomoiski del cargo de la Administración Estatal Regional de Dnipropetrovsk. Después de dejar el cargo, Kolomoiski anunció su retiro de la política.

### Conexiones políticas
Los analistas han dicho que Kolomoiski tiene una influencia significativa en el liderazgo político de Ucrania. Se ha considerado a Kolomoiski un aliado de la política Yulia Timoshenko. Oleh Tiahnibok ha negado los rumores de que Kolomoiski lo estaba financiando.
Dado que Kolomoiski posee el canal de televisión 1+1, en el que el actor Volodímir Zelenski estaba bajo contrato, se especuló durante la campaña electoral de 2019 que Zelenski era un títere de Kolomoiski. Ambos han afirmado que su relación es estrictamente profesional. Zelenski reconoce su cercanía con Kolomoiski, sin embargo, niega que eso pueda influir en su gestión.